# Tomi Joutsen
Tomi Joutsen (nacido el 30 de abril de 1975) es el vocalista de la banda de Death metal Amorphis. También es miembro de otros grupos del mismo estilo, entre ellos Corpse Molester Cult (2008- ), como guitarrista y vocalista secundario, y Hallatar (2017-), como vocalista principal. Anteriormente, fue vocalista en las bandas Käsi / Funeral Jacket (1995-1999) y Nevergreen / Sinisthra (2002-2008) y batería en The Candles Burning Blue y Feelings. 
Joutsen utiliza una voz «áspera» y también una «limpia», en contraste con la voz del anterior cantante de Amorphis, Pasi Koskinen, más aguda y tradicional dentro del Heavy metal y del Punk. El estilo de voz de Joutsen es muy profundo, similar a las voces de metal gótico de Nick Holmes, de Paradise Lost, y de Peter Steele, de Type O Negative.